# Neue Heimat (Band)
Neue Heimat war eine Band der Neuen Deutschen Welle (NDW), die 1981 von dem Sänger Wolf Maahn, dem Gitarristen Klaus Heuser (BAP) sowie Didi Maaz und Rich Schwab (beide Schroeder Roadshow) gegründet wurde, um eine Coverversion des Heintje-Schlagers Ich bau’ dir ein Schloß im NDW-Sound aufzunehmen, die als Single beim Hamburger Plattenlabel Metronome Musik veröffentlicht wurde. Der Bandname geht zurück auf das Wohnungsunternehmen Neue Heimat, das damals in einen massiven Finanzskandal verwickelt war.

## Hintergrund
Weil die Musiker trotz des Erfolges der von Maahn auch produzierten Single das Projekt nicht weiterführen wollten, wurde das anschließende Album Die Härte von Purple Schulz, Josef Piek, Dieter Hoff (Schlagzeug), Freddy Böhmer (Keyboard) und Hagü Schmitz (Bass) eingespielt.
Nach den zwei zunächst nur mäßig erfolgreichen Alben Die Härte und Hautnah, die bei Metronome Musik erschienen waren, löste sich die Band im Oktober 1984 auf, als der Keyboarder Freddy Böhmer und der Bassist Hagü Schmitz bei der Band aufhörten. Kurz darauf stieg die dritte Singleauskopplung des Albums Hautnah, Sehnsucht, in die Charts ein. Im Sog dieses Erfolgs verkaufte sich das Album Hautnah dann doch noch sehr gut.
Der Sänger Purple Schulz erhielt bei EMI einen Plattenvertrag und veröffentlichte anschließend unter seinem eigenen Namen das Album Verliebte Jungs sowie weitere Alben, die er zusammen mit den verbliebenen Neue-Heimat-Mitgliedern Josef Piek und Dieter Hoff aufnahm.

## Diskografie (Alben)
- Die Härte (1982)
- Hautnah (1983) (wurde später auch als von Purple Schulz und die Neue Heimat verkauft)